# Glandulonodosariidae
Glandulonodosariidae es una familia de foraminíferos bentónicos de la superfamilia Nodosarioidea, del suborden Lagenina y del orden Lagenida. Su rango cronoestratigráfico abarca desde el Badeniense (Mioceno medio) hasta el Pleistoceno medio.

## Clasificación
Glandulonodosariidae incluye a los siguientes géneros:
- Glandulonodosaria
- Neugeborena  †
- Orthomorphina  †